# Loredana Frescura
Loredana Frescura (Papiano, 1962) è una scrittrice italiana specializzata in letteratura per gli adolescenti.

## Biografia
È nata e vive in provincia di Perugia, dove insegna alla scuola primaria. Ha scritto numerosi libri per ragazzi, tra cui, Se ti fermi, ti innamori, per la Fanucci (insieme ad altri autori), e Ti giuro che l'amore c'è, per la Rizzoli. Ha scritto diversi libri a quattro mani con Marco Tomatis.
Si è aggiudicata nel 2006, il Premio Andersen per il miglior libro oltre i 12 anni, con Il mondo nei tuoi occhi. Due storie di un amore. Inoltre è stata nominata nel 1994, al Premio Battello a Vapore, con il suo primo romanzo, Il segreto di Icaro.

## Opere
- Il segreto di Icaro, Raffaello Editrice, 1994 finalista Premio Battello a Vapore 1994
- Attenti ai Guastatori!, Raffaello Editrice, 1997 vincitore Premio Letterario Città di Cingoli 1997
- Il fantasma dispettoso, Raffaello Editrice, 1998
- Protov non dimentica, Raffaello Editrice, 1999
- Tornare per non dimenticare, Salani, 1999
- Non mi piace il fatto che sei bella, Fabbri Editori, 2000
- Quando per la prima volta diventai cicogna, Fabbri Editori, 2001
- Le nuvole da latte, Fabbri Editori, 2002
- Non rubatemi l'inverno, Fabbri Editori, 2002
- Icaro tra i vichinghi, Città Nuova Editrice, 2002
- La banda dei vermi, Raffaello Editrice, 2002
- Non sono Cenerentola, Fabbri Editori, 2003
- Il cuore sulla fronte, Fabbri Editori, 2005
- Il mondo nei tuoi occhi. Due storie di un amore, Fanucci Editore, 2006 vincitore Premio Andersen 2006 per il miglior libro oltre i 12 anni (con Marco Tomatis)
- Elogio alla bruttezza, Fanucci Editore, 2006
- Un anno dopo, l'amore, Fanucci Editore, 2007 (con Marco Tomatis)
- La voce di noi due, Fanucci Editore, 2007
- Forever, Fanucci Editore, 2008 (con Marco Tomatis)
- Ti giuro che l'amore c'è, Rizzoli, 2008
- Il Quinto Battito Del Cuore, Fanucci Editore, 2008
- L'Amore Forte Forte, Fanucci Editore, 2008
- Se ti fermi, ti innamori, Fanucci Editore, 2009
- Come Checco detto "finocchio" si salvò, Fanucci Editore, 2010 (con Marco Tomatis)
- Bambini! Siamo piccoli, felici, permalosi, coraggiosi, silenziosi, Nuove Edizioni Romane, 2010
- Scrivimi solo parole d'amore, Fanucci Editore, 2010
- Ho attraversato il mare a piedi, Arnoldo Mondadori Editore, 2011 (con Marco Tomatis)
- Sarò io la tua Fortuna, Giunti Editore, 2015 (con Marco Tomatis)
- Massimo da sistemare, Giunti Editore,  2016 (con Marco Tomatis)
- Ti volio tanto bene, Il Battello a Vapore, 2016 (con Marco Tomatis)
- Quelli che credono ai sogni, Il mulino a vento, 2017 (con Francesca Galmozzi)
- Un'anima che vibra, leggereditore, 2017 (con Marco Tomatis)
- Storia di Fiordaliso,  Giunti Editore, 2018 (con Marco Tomatis)
- #iostoconloro, leggereditore, 2018 (con Marco Tomatis)
- Intorno a te, Onda Edizioni, 2018 (con Sabrina Rondinelli e Marco Tomatis)
- Glauco e Lenina, Giunti Editore, 2019 (con Marco Tomatis)
- Judith, Giunti Editore, 2024 (con Marco Tomatis)